# 2478 Tokai
Tokai (asteróide 2478) é um asteróide da cintura principal, a 2,073959 UA. Possui uma excentricidade de 0,0681354 e um período orbital de 1 212,71 dias (3,32 anos).
Tokai tem uma velocidade orbital média de 19,96498909 km/s e uma inclinação de 4,14012º.
Esse asteróide foi descoberto em 4 de Maio de 1981 por Toshimasa Furuta.